# Canzoni (Mietta)
Canzoni è l'album di debutto di Mietta, pubblicato nel 1990 dalla Fonit Cetra.

## Descrizione
L'album vende 470.000 copie e contiene canzoni scritte principalmente da Amedeo Minghi su testi di Pasquale Panella, tra cui le sanremesi Canzoni e Vattene amore (cantata da Mietta sia con l'autore sia in versione solista), nonché La farfalla (brano con cui l'interprete nel 1990 vince Azzurro e Vota la voce). A nome del "maestro" anche L'amore e l'unica cover presente: L'immenso.
Dall'album sono stati tratti due altri singoli: Piccolissimi segreti, a tematica omosessuale e protagonista del Festivalbar di quell'anno, e Cuore di metallo, in esclusiva per il mercato belga.
Tra gli autori anche Maurizio Fabrizio, Pino Massara e Vincenzo Miglietta, il padre di Mietta. Arrangiatori del disco Amedeo Minghi, Mario Zannini Quirini e Marco Petriaggi.
L'album è stato pubblicato in tutta Europa.

## Tracce
1. Vattene amore – 4:02 (testo: Pasquale Panella – musica: Amedeo Minghi) – Cantata in duetto con Amedeo Minghi
2. L'amore – 4:15 (testo: Pasquale Panella – musica: Amedeo Minghi)
3. La farfalla – 4:25 (testo: Pasquale Panella – musica: Amedeo Minghi)
4. Cuore di metallo – 4:25 (testo: Rossella Cronz – musica: Pino Massara)
5. L'immenso – 5:31 (Amedeo Minghi) – Cover di Amedeo Minghi
6. Vattene amore – 4:02 (testo: Pasquale Panella – musica: Amedeo Minghi) – Versione solista cantata solo da Mietta
7. Piccolissimi segreti – 4:54 (testo: Marco Petriaggi – musica: Marco Petriaggi, Mario Zannini Quirini)
8. Niente – 4:20 (testo: Guido Morra – musica: Maurizio Fabrizio)
9. Canzoni – 4:00 (testo: Pasquale Panella – musica: Amedeo Minghi)
10. Come goccia – 4:38 (testo: Vincenzo Miglietta – musica: Antonio De Bartolomeo)

Durata totale: 44:32

## Formazione
- Mietta – voce
- Marco Petriaggi – chitarra, programmazione
- Mario Zannini Quirini – tastiera
- Derek Wilson – percussioni

## Classifiche

### Classifiche settimanali
| Classifica (1990) | Posizione massima |
| ----------------- | ----------------- |
| Italia            | 2                 |
| Paesi Bassi       | 87                |